# Корпово (Кингисеппский район)
Ко́рпово — деревня в Пустомержском сельском поселении Кингисеппского района Ленинградской области.

## История
Впервые упоминается в Писцовой книге Водской пятины 1500 года как деревня Корпово в Егорьевском Ратчинском погосте Ямского уезда.
На карте Ингерманландии А. И. Бергенгейма, составленной по шведским материалам 1676 года, упоминается как мыза Korpowa Hoff и при ней деревня Korpovaby.
На шведской «Генеральной карте провинции Ингерманландии» 1704 года — как мыза Korpova и деревня Korpova bÿ.
Деревня и мыза Корпова обозначены на «Географическом чертеже Ижорской земли» Адриана Шонбека 1705 года.
На карте Санкт-Петербургской губернии Я. Ф. Шмидта 1770 года она обозначена как деревня Карпово.

КОРПОВО — деревня принадлежит княгине Щербатовой, число жителей по ревизии: 67 м. п., 78 ж. п. (1838 год)

В 1844 году деревня Корпово насчитывала 24 двора.

КОРПОВО — деревня графини Зубовой, 10 вёрст по почтовой дороге, а остальное по просёлочной, число дворов — 24, число душ — 65. (1856 год)

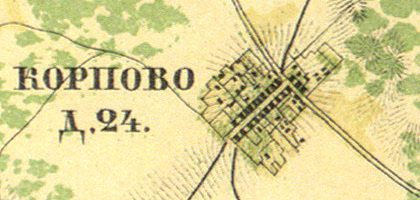
Деревня Корпово на карте 1860 года

В 1860 году деревня Корпово также насчитывала 24 двора.

КОРПОВА — деревня владельческая при колодце, по Рожественскому тракту из с. Рожествена, Царскосельского уезда, в 18 верстах и от уездного города и от становой квартиры, число дворов — 30, число жителей: 64 м. п., 78 ж. п. (1862 год)

В конце XIX — начале XX века деревня административно относилась к Ястребинской волости 1-го стана Ямбургского уезда Санкт-Петербургской губернии.
С 1917 по 1924 год деревня Корпово входила в состав Корповского сельсовета Ястребинской волости Кингисеппского уезда.
С 1924 года в составе Тормовского сельсовета.
Согласно данным переписи населения СССР 1926 года в деревне Корпово проживали 123 человека — большинство русские, а также эстонцы.
С февраля 1927 года в составе Кингисеппской волости. С августа 1927 года в составе Кингисеппского района.
С 1928 года в составе Пустомержского сельсовета.

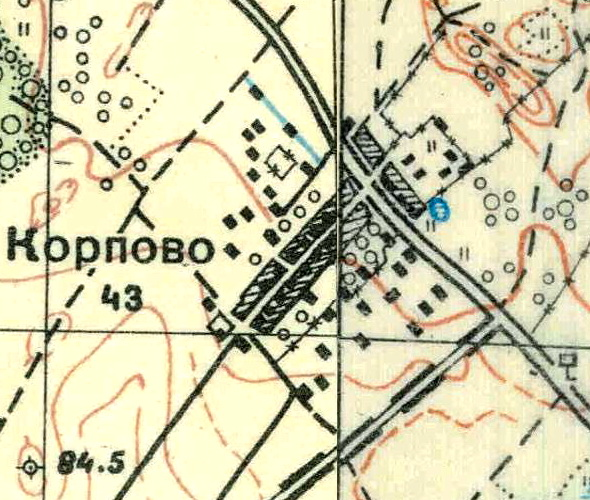
План деревни Корпово. 1930 год

Согласно топографической карте 1930 года деревня насчитывала 43 двора.
По данным 1933 года деревня Корпово входила в состав Пустомержского сельсовета Кингисеппского района.
Согласно топографической карте 1938 года деревня насчитывала 40 дворов.
В 1939 году население деревни Корпово составляло 145 человек.
Деревня была освобождена от немецко-фашистских оккупантов 30 января 1944 года.
В 1958 году население деревни Корпово составляло 48 человек.
По данным 1966, 1973 и 1990 годов деревня Корпово также входила в состав Пустомержского сельсовета.
В 1997 году в деревне проживали 11 человек, в 2002 году — 19 человек (все русские), в 2007 году — также 11.

## География
Деревня расположена в восточной части района на автодороге 41А-002 (Гатчина — Ополье) близ места примыкания к ней автодороги 41К-595 (подъезд к дер. Корпово), между Опольем и деревней Онстопель.
Расстояние до административного центра поселения — 4 км.
Расстояние до ближайшей железнодорожной станции Веймарн — 4,5 км.

## Демография
| 1862 | 2007 | 2010 | 2017 |
| ---- | ---- | ---- | ---- |
| 142  | ↘11  | ↗12  | ↗23  |

### Национальный состав
Согласно данным Всероссийской переписи населения 2021 года в деревне проживали 42 человека, из них:
 русские — 41, армяне — 1 человек.

## Прочее
Рядом с Корпово находится закрытая в 1990-х годах ракетная база Министерства обороны СССР.

## Улицы
Зелёная, Волосовское шоссе.